# آرثر بيلامي
آرثر بيلامي (بالإنجليزية: Arthur Bellamy)‏ (5 أبريل 1942 في المملكة المتحدة - 22 يناير 2014 في المملكة المتحدة) هو لاعب كرة قدم بريطاني في مركز الهجوم. لعب مع نادي بيرنلي ونادي تشيسترفيلد.

## وصلات خارجية
- آرثر بيلامي على موقع قاعدة بيانات كرة القدم.إي يو (الإنجليزية)